# Garypus floridensis
Espèce
Garypus floridensis est une espèce de pseudoscorpions de la famille des Garypidae.

## Distribution
Cette espèce est endémique de Floride aux États-Unis.

## Description
L'holotype mesure 4 mm.

## Étymologie
Son nom d'espèce, composé de florid[a] et du suffixe latin -ensis, « qui vit dans, qui habite », lui a été donné en référence au lieu de sa découverte, la Floride.

## Publication originale
- Banks, 1895 : Notes on the Pseudoscorpionida. Journal of the New York Entomological Society, vol. 3, p. 1-13 (texte intégral).